# Goriška
 (octobre 2023).

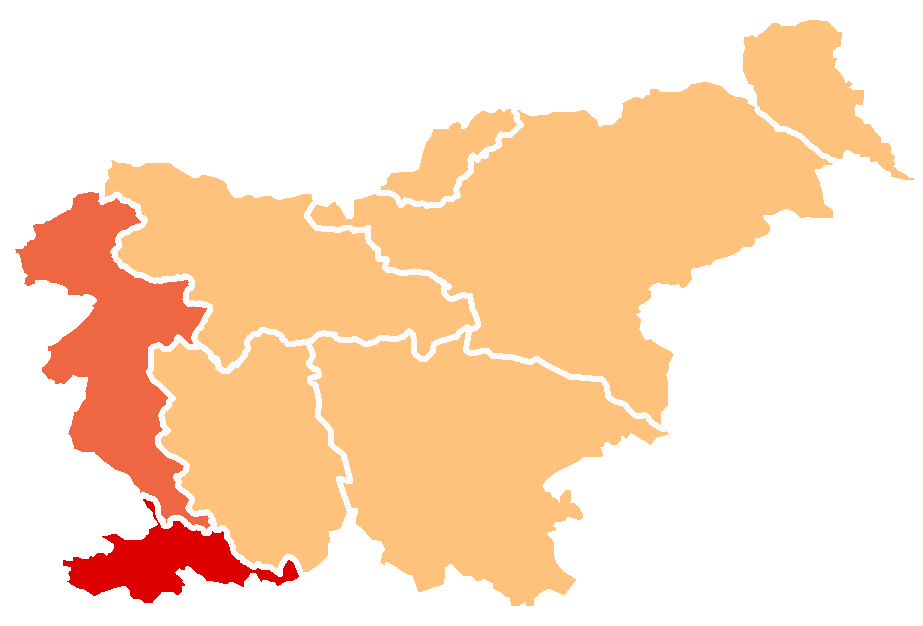
La Goriška (en orange) et l'Istrie slovène (en rouge) forment ensemble le littoral slovène.

La Goriška est une région traditionnelle de l’ouest de la Slovénie, faisant partie intégrante du Littoral slovène. 
Son nom remonte au comté de Gorizia et Gradisca, une ancienne principauté appartenant à la monarchie de Habsbourg, à l'est de la région de Frioul.

## Géographie
La région s'étend du massif de Triglav dans les Alpes juliennes au nord le long de la vallée de l'Isonzo (en slovène : Soča) jusqu'au plateau de Carso près de la côte adriatique au sud. Avec la partie slovène de la péninsule d’Istrie, elle forme le Littoral (Primorska) slovène. La Goriška jouxte les régions de Haute-Carniole et de Carniole-Intérieure à l'est.
La plus importante zone urbaine de la Goriška est la ville de Nova Gorica, située tout près de la frontière avec Gorizia en Italie. La région historique englobe les 13 municipalités suivantes (du nord au sud) : 
- Bovec
- Kobarid
- Tolmin
- Cerkno
- Idrija
- Kanal ob Soči
- Brda
- Nova Gorica
- Šempeter-Vrtojba
- Renče-Vogrsko
- Miren-Kostanjevica
- Ajdovščina
- Vipava
- Komen
- Sežana

Les municipalités de Komen et de Sežana font aujourd’hui partie de la région statistique de l’Obalno-kraška.

## Histoire
(février 2017).
Sur le Slavic[Quoi ?], règlement des Alpes orientales à partir du VIe siècle, les tribus slovènes en contact avec la principauté voisine de Carantania se sont installées également sur le plateau de Carso. À cette époque, la région faisait partie du duché de Frioul, un fief du royaume lombard en Italie, depuis l'an 568 sous le règne du duc Gisulf Ier résidant à Cividale (Forum Iulii). 
Après que Charlemagne eut mis fin au royaume lombard en 774, en vainquant le roi Didier au siège de Pavie, tout le Frioul, conjointement avec les régions adjacentes de Carantanie et de Carniole fut incorporé dans l'Empire carolingien. Le dernier duc de Frioul, Rotgaud, est tué en 776 ; ses successeurs gouvernent en tant que margraves, bien qu'ils aient conservé le titre de dux. À l'époque de la division de l'empire, leur marquisat faisait partie de la Francie médiane sur le traité de Verdun conclu en 843 et passe au royaume de Louis II d'Italie par le traité de Meersen en 870. Tandis que la Carantanie et la Carniole au nord-est ont été incorporés à la Francie orientale. 
Lorsqu'en 951, Otton Ier, roi de Francie orientale (ou Germanie) envahit l'Italie et se proclame roi après avoir épousé en 951 la reine Adélaïde, il saisit également les terres frioulanes comme faisant partie de la plus grande marche de Vérone. Cette dernière est sous la suprématie des ducs de Bavière, puis des souverains de Carinthie (l'ancienne Carantanie), un duché nouvellement crée en 976. En 1077, pendant la querelle des Investitures, le roi Henri IV accorde le territoire du Frioul aux patriarches d’Aquilée.

Le comté de Gorizia et Gradisca (en bleu) au sein de l'Autriche intérieure, XVIIIe siècle.

L'émergence de la Goriška commença avec l'avancement de la maison de Goritz (Meinhardiner), ministériels des patriarches résidant au château fort de Gorizia, la base de leur puissance. Ils ont pu acquérir et consolider un comté immédiat, qu'ils ont conservé même après que le reste du territoire frioulan d'Aquilée a été progressivement conquis par la république de Venise jusqu'en 1420. Lorsque la maison de Goritz a été éteinte en 1500, leur comté est tombé à la dynastie autrichienne des Habsbourg ; avec les duchés de Carinthie voisine, de Styrie et de Carniole elle a été administrée dans l'Autriche intérieure, une partie intégrante des territoires héréditaires des Habsbourg.
À partir de 1754, la région a appartenu au comté princier de Gorizia et Gradisca, une terre de couronne de la monarchie de Habsbourg. En 1809, Napoléon Ier créa les Provinces illyriennes françaises de courte durée, il traça la frontière avec le Royaume de l'Italie rétabli à l'ouest le long de la rivière Isonzo. Après le Congrès de Vienne en 1815, tout le territoire de Gorizia et de Gradisca avec la cité de Trieste et la marche d'Istrie ainsi que la Carinthie et la Carniole formaient le royaume d'Illyrie autrichien avec sa capitale à Ljubljana ( Laibach ).
Faisant partie intégrante du Littoral autrichien à partir de 1849, la région était le site des batailles féroces de l'Isonzo sur le front italien de l'Empire austro-hongrois durant la Première Guerre mondiale. Après la défaite austro-hongroise, toute la région littorale passait au royaume d'Italie selon les réglementations du traité de Saint-Germain-en-Laye conclu en 1919. Ensemble avec la péninsule d'Istrie et la partie occidentale de la Carniole-Intérieure, elle a été incorporée dans la région administrative de Vénétie julienne. La frontière avec le royaume de Yougoslavie a été confirmée dans le traité de Rapallo en 1920. Pendant la régime fasciste italien, la minorité slovène était soumise à une violente politique d'italianisation, contre la résistance du groupe Trieste, Istrie, Gorizia et Rijeka.
Après la Seconde Guerre mondiale, les frontières actuelles ont été établies : la plupart des régions habitées slovènes ont été cédées à la République socialiste fédérative de Yougoslavie, tandis que la ville de Gorizia elle-même avec Gradisca et le territoire en aval de la rivière Isonzo à [réf. nécessaire]la côte Adriatique ont été laissés à l'Italie.